# Дони-Орловци
Дони-Орловци (серб. Доњи Орловци) —  населённый пункт (посёлок) в общине Приедор, который принадлежит энтитету Республике Сербской, Босния и Герцеговина. Расположен в 4 км к востоку от центра города Приедор. Севернее находится посёлок Горни-Орловци.

## Население
Численность населения посёлка Дони-Орловци по переписи 2013 года составила 2 329 человек.
Этнический состав населения населённого пункта по данным переписи 1991 года:
- сербы — 787 (89,33 %),
- хорваты — 15 (1,70 %),
- боснийские мусульмане — 2 (0,22 %),
- югославы — 35 (3,97 %),
- прочие — 42 (4,76 %).

Всего: 881 чел.